# Neofito VIII di Costantinopoli
Joachim Papakonstandinou, noto anche con lo pseudonimo di Neofito VIII (in greco Ιωακείμ Παπακωνσταντίνου, Νεόφυτος Η΄; Proti, 1832 – Antigone, 18 luglio 1909), è stato un arcivescovo ortodosso greco con cittadinanza ottomana, che ha ricoperto la carica di patriarca ecumenico di Costantinopoli dal 1891 al 1894.

## Biografia
Gioacchino nacque a Proti nel 1832. All'età di sei anni, fu inviato al Monastero di Panagia Eicosifinisis, dove i suoi parenti erano monaci. Nel 1851, iniziò i suoi studi alla Scuola teologica di Halki periodo in cui fu ordinato diacono e assunse il nome religioso di "Neofito". Dopo aver completato i suoi studi, Neofito lavorò per un certo periodo come insegnante e poi come assistente del vescovo metropolitano di Nissa e Stromnitsis. Più tardi, Neofito andò nell'impero tedesco, dove imparò il tedesco e la teologia a Monaco. Dopo il suo ritorno, divenne arcidiacono del metropolita di Amaseia, che lo ordinò sacerdote e archimandrita.
Il 25 novembre 1867 fu eletto vescovo di Eleuteropoli. Fu consacrato vescovo il 18 dicembre successivo dal metropolita Agathangelos Gavriilidis. Il 19 gennaio 1872 fu trasferito nella metropolia di Filippopoli. Nel 1878, Neofito corse per il trono patriarcale con Gioacchino III, il quale alla fine fu eletto. Nel 1880 fu trasferito nella metropoli di Adrianopoli, dove rimase fino al 1886, quando si dimise e andò al monastero di Vatopedi sul Monte Atos. Nel 1887, tuttavia, Neofito fu eletto metropolita della Pelagonia e, nel 1891, di Nicopoli e Prevesa.

### Patriarcato
Dopo la morte del patriarca Dioniso V, Neofito fu eletto patriarca il 27 ottobre 1891, ma non senza controversie: a quel tempo, due fazioni si contendevano il posto, quello di "gioachiniti" e "anti-gioachiniti". Il 2 novembre dello stesso anno, Neofito fu presentato al sultano ottomano Abdulamide II e fu intronizzato. Durante il suo patriarcato, Neofito VIII dovette affrontare la cosiddetta "questione delle scuole", riferendosi al riconoscimento delle scuole nella comunità greca nell'Impero ottomano, in particolare per quanto riguarda la questione dell'introduzione dell'insegnamento della lingua turca nel curriculum. Fu anche in questo frangente che fu deciso che il Patriarcato ecumenico sarebbe stato onorato non solo nel giorno del compleanno del sultano, ma anche nell'anniversario della sua ascesa al trono. In quest'epoca, iniziò la registrazione dei numerosi monasteri del Patriarcato.
Il 25 ottobre 1894, Neofito VIII fu costretto a dimettersi e si ritirò a Burgazada (Antigone), dove morì il 18 luglio 1909. Il suo corpo fu sepolto alla scuola teologica di Halki.